# Північ штату Амазонас (мезорегіон)

Північ штату Амазонас на карті штату

Пíвніч штáту Амазóнас (порт. Mesorregião do Norte Amazonense) — адміністративно-статистичний мезорегіон в Бразилії, частина штату Амазонас. Населення становить 121 337 осіб на 2010 рік. Займає площу 404 980,006 км². Густота населення — 0,3 особи/км².

## Демографія
Згідно з даними, зібраними під час перепису 2010 р. Національним інститутом географії і статистики (IBGE), населення мезорегіону становить:
| Повне населення                              | Повне населення                              | Повне населення                              | Повне населення                              | 121 337 |
| -------------------------------------------- | -------------------------------------------- | -------------------------------------------- | -------------------------------------------- | ------- |
| в тому числі:                                | Міське населення                             | 58 617                                       | Відсоток міського населення, %               | 48,31   |
|                                              | Сільське населення                           | 62 720                                       | Відсоток сільського нселення, %              | 51,69   |
|                                              | Чоловіче населення                           | 63 450                                       | Відсоток чоловічого населення, %             | 52,29   |
|                                              | Жіноче населення                             | 57 887                                       | Відсоток жіночого населення, %               | 47,71   |
| Густота населення, чел/км²                   | Густота населення, чел/км²                   | Густота населення, чел/км²                   | Густота населення, чел/км²                   | 0,30    |
| Населення мезорегіону в % до населення штату | Населення мезорегіону в % до населення штату | Населення мезорегіону в % до населення штату | Населення мезорегіону в % до населення штату | 3,48    |

## Склад мезорегіону
В мезорегіон входять наступні мікрорегіони:
1. Жапура
2. Ріу-Неґру

| Бразилія | Це незавершена стаття з географії Бразилії. Ви можете допомогти проєкту, виправивши або дописавши її. |